# Сражение при Маршьен-о-Поне
Сражение при Маршьен-о-Поне (фр. Marchiennes-au-Pont) или сражение при Госсели — ряд боев во время войны Первой коалиции, произошедших с 26 мая по 3 июня 1794 года и ставших третьей попыткой французских армий под командованием Жака Дежардена и Луи Шарбонье перейти в наступление против объединённой голландской и австрийской армий Вильгельма Оранского и закрепиться на северном берегу Самбры.

## Перед сражением
В ночь с 25 на 26 мая представители Конвента Сен-Жюст, Леба и Левассёр созвали военный совет в штаб-квартире армий в Тюэне. Французская армия после неудачи во время второй попытка пересечь Самбру была почти дезорганизована. Солдатам без одежды, без обуви, измученным усталостью и голодом, требовалось время, чтобы пополнить ресурсы, утраченные в последних поражениях.
Все генералы выступали за то, чтобы в течение нескольких дней обороняться и дожидаться прибытия Мозельской армии генерала Журдана, когда Сен-Жюст, председательствовавший на этом совете, глухой ко всем их возражениям и аргументам Клебера, положил конец дебатам, надменно заявив: «Завтра республике нужна победа; выбирайте между осадой или битвой». Таким образом, третий переход через Самбру был решён.
Убежденные, что во всех действиях успех почти всегда зависит от начала, из двух армий была сформирована авангардная дивизия из девяти элитных батальонов и четырёх полков лёгкой кавалерии, командование над которой было отдано генералу Марсо, под началом которого стояли бригадные генералы Дюэм и д’Опуль.

## Ход сражения

#### Бои 26 мая
26 мая этому авангарду дивизии Везю была поставлена задача атаковать лагерь Томб выше Маршьен-о-Пон, в то время как дивизия Майера обходила его по дороге из Филипвиля в Шарлеруа, а дивизия Фроментена после форсирования переправы через Самбру в Лернесе, должна была захватить высоты слева.
Этот план нападения полностью провалился. Гренадеры Марсо, не имея хлеба уже сорок восемь часов и измученные двойным маршем, отказались пройти через лес, расположенный напротив этой позиции: угрозы Сент-Жюста, уговоры Дюэма были бессильны, и если бы не Клебер, догадавшийся, что во главе колонны стоит эльзасец, и окликнувший его по-немецки, она не сделала бы ни шагу дальше. В конце концов, лёгкая пехота вытеснила авангарды противника из этого леса, гренадеры пересекли его и построились на равнине напротив ретраншементов, где их встретила канонада, унёсшая большое количество солдат. Клебер решил дождаться поддержки дивизии Везю под огнем картечи, которая производила ужасное опустошение в его рядах. После двух часов ожидания генерал Везю прибыл один, сетуя на своих бригадных генералов, которые, как он говорил, потеряли свои войска.
С другой стороны, из-за того, что Фроментен не смог перейти через Лернесский мост, союзники установили на высотах правого берега Самбры батарею из пяти орудий, которая стала обстреливать авангард с фланга и заставила его укрыться в лесу. Если бы они сумели воспользоваться этим мгновением беспорядка и осуществили вылазку из своих ретраншементов, то не спасся бы ни один человек, но, упустили благоприятный момент, и Дюэм сумел сплотить свои войска и удержаться. Несмотря на это преимущество, австрийцы с наступлением ночи эвакуировали свой лагерь и оставили в Маршьене только необходимое количество войск для обороны этого поста.

#### 27 — 28 мая
Эта новая неудача привела к самым экстравагантным приказам. Комиссары издали приказ, угрожающий смертью любому бригадному генералу, который явится в штаб, не будучи вызван туда, или не будет на бивуаке во главе своих войск. Однако Дюэм, сообщив им на следующий день, что его пехота овладела лагерем Томб, сумел успокоить их: тогда было решено переходить через Самбру 29 мая и захватить Шарлеруа в тот же день.

#### Бои 29 мая
В результате принятых мер Марсо приказал генералу Дюэму атаковать Маршьен-о-Пон: доступ к этому посту был затруднен: дома в пригороде на левом берегу Самбры были каменные. Сильные батареи обороняли подступы к нему. Французский генерал, не желая нести те же потери, что и накануне, выдвинул свою артиллерию силами пехоты и так выгодно её расставил, несмотря на сильнейший мушкетный и картечный огонь, что в одно мгновение австрийские окопы были разрушены. Несколько пловцов, достав доски с левого берега, занялись строительством моста. Австрийцы отступили. Авангард беспрепятственно перешёл через реку, за ним последовала дивизия Фроментена. Первый занял позицию за Фонтен — л’Эвек, другой — за Госсели, имея левый фланг на дороге из Шарлеруа в Брюссель.
Со своей стороны генерал Везю при поддержке дивизии Майера направился на Лернес, где встретил несколько австрийских батальонов, которые были успешно атакованы кирасирами и конными егерями. Оба генерала заняли позицию фронтом к Флёрюсу, примкнув левый фланг к Самбре у Шатле.

#### Бои 30 мая
30-го армия двинулась в наступление и в течение дня заняла следующие позиции: дивизия Майера отвечала за осаду Шарлеруа, которую остальная армия должна была прикрыть. Бригада Лоржа находилась справа от Шатле. Везю, имея слишком протяженный фронт, удерживался от Госсели до Рансара и занимал Ламбюзар постами. Дивизия Фроментена соединялась с предыдущей, её левый фланг был у Басс-Хейса. Кавалерийский резерв генерала Солана расквартировался в Жюме. Марсо занимал Курсель, Монсо, Форши и и Фонтен-л’Эвек. Дивизии Мюллера и Деспо стояли на правом берегу Самбры от Мобежа до Тюэна. Наконец, генерал Ферран продолжил наблюдение за Ландреси и лесом Мормаль.
Позиции Арденнской армии и правого крыла Северной армии были более обширными, чем все предыдущие, и это ставило их в опасное положение, поскольку было вероятно, что австрийцы попытаются снять блокаду Шарлеруа до прибытия Мозельской армии. Генерал Дежарден, зная, что Журдан прибудет на следующий день, ограничился усилением Марсо отрядом бригады Ришара и удерживал подходы к этому месту длинной линией от Ламбюзара до Дампреми.

#### 1 — 2 июня
Австрийцы решили атаковать растянутую французскую линию на всех пунктах. 1 июня прибыли подкрепления из Турне. Союзной армией, состоявшей тогда из австрийских и голландских 39 батальонов и 61 эскадрона, командовал принц Вильгельм Оранский. Вместо того, чтобы сделать общее усилие на Госсели или Курсель, в лесу Монсо, принц сформировал пять колонн, тянувшихся по всей линии от Фонтен-л’Эвек до Ламбюзара. Общая численность его войск составляла 35 000 человек; но он ещё без надобности выделил 6 тысяч человек для охраны Эркелена и Бетиньи, так что для атаки осталось только 28 000 бойцов.
Первая колонна Латура должна была атаковать Марсо в направлении Форши, выделив принца Лихтенштейна с четырьмя батальонами в направлении Фонтен-л’Эвек для наблюдения за дивизией на Самбре. Вторая колонна, состоящая только из нескольких голландских батальонов, должна была провести демонстрацию и связать две других. 3-я, под командованием Вернека, атаковала Госсели и Эпиньи. Четвёртая, под командованием Вартенслебена, должна была поддержать предыдущую и двинуться на Рансар и лес Ломбюе. Наконец, 5-я под командованием Квоздановича получила приказ продвигаться через Флёрюс на Шарлеруа.

#### Бои 3 июня
3 июня началось наступление союзников. Латур сдерживал боем дивизию Марсо и угрожал с фланга бригаде Лоржа, которую атаковал Вернек. Генерал Везю, имея только одну разрозненную бригаду, был разгромлен Вартенслебеном и Квоздановичем. Фроментен, лишенный какой-либо поддержки справа, столкнулся с совместной атакой 2-й, 3-й, 4-й и 5-й колонн противника, ударивших на Рансар и Жюме. Его дивизия, командир которой растерялся, в панике отступила к Самбре в Ландели, тем самым подставив противнику свой фланг. Она была бы уничтожена, если бы Дюэм, который ранее командовал частью этих войск, не сплотил их у выхода из леса Монсо под защитой гренадерского батальона и конного егерского полка. Генерал Майер, которому угрожали 4-я и 5-я колонны со стороны, где он не ожидал союзников, и атакованный одновременно гарнизоном, был вынужден немедленно снять осаду.
Другие дивизии снова переправились через реку в Маршьен-о-Поне или направлялись к Буа-де-Монсо, где из предосторожности был перекинут лодочный мост.

## Результаты
К счастью для французов, Журдан прибыл в тот же вечер с Мозельской армией, чтобы французская армия могла возобновить свои усилия с большим успехом. Последствия этого дня были невелики: французы потеряли 2 тысячи человек, но на следующий день были усилены 40 тысячами Журдана.